# Jean-Michel Othoniel

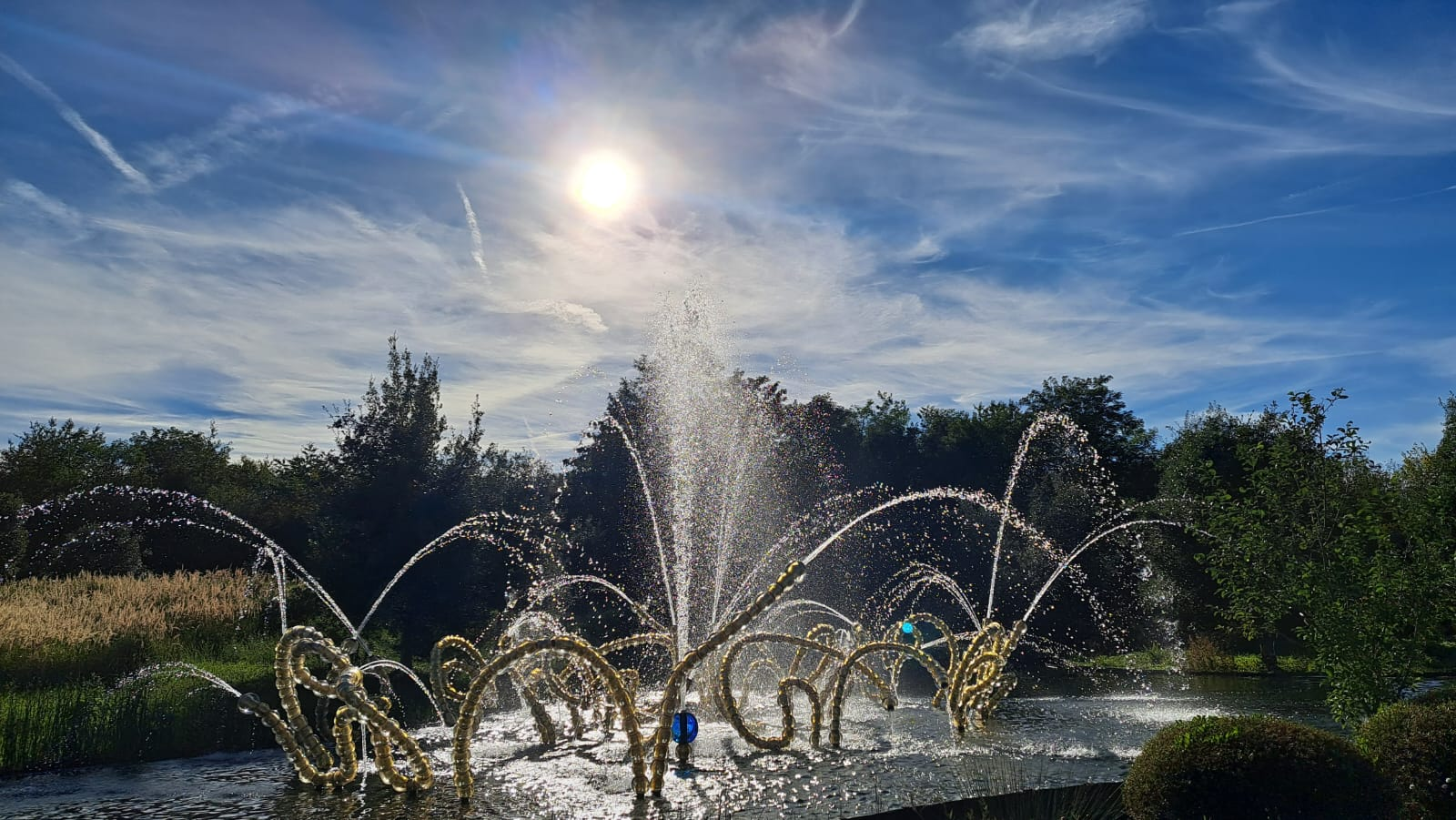
"Les Belles Danses", von Jean-Michel Othoniel, Schloss Versailles (2023)

Jean-Michel Othoniel (* 27. Januar 1964 in Saint-Étienne) ist ein französischer Bildhauer, der vorwiegend mit Glas arbeitet.
Jean-Michel Othoniel erlangte 1988 den Studienabschluss an der École des Beaux-Arts in Cergy-Pontoise.
Anfang der 1990er Jahre stellte er Arbeiten aus Wachs oder Schwefel auf der documenta IX in Kassel aus. Er begann wenig später mit den besten Glasbläsern von Murano zusammenzuarbeiten. Mit seinen märchenhaften und assoziationsreichen Installationen aus Murano-Glas zieht Othoniel seit dem Ende der 1990er die Aufmerksamkeit eines internationalen Publikums auf sich.

„Überdimensional große Perlen aus durchscheinendem oder opakem farbigen Glas verbindet Othoniel zu monumentalen Ketten, die in den Ästen von Bäumen oder an Gebäudefassaden ihre luxuriöse Pracht entfalten. Blasen aus kostbarem Muranoglas und feine Metallringe kombiniert der in Paris lebende Künstler zu zartgliedrigen Bettgestellen („Mon Lit“, 2002) oder fragilen Kronen („Kiosque de Noctambules“, 2000). Das Gerüst aus Glasperlen, das Othoniel für die Plastik „Le Bateau de Larmes“ (2004) auf ein einfaches Holzboot montierte, soll das Leid und die Tränen kubanischer Bootsflüchtlinge versinnbildlichen. Der transluzide Charakter des Glases entspricht dem typischen Erscheinungsbild von Aquarellfarbe, die Othoniel bevorzugt zur Skizzierung seiner Projekte und Ideen einsetzt. Seine zahlreichen Aquarelle stellen bereits ein eigenständiges Œuvre dar, das die künstlerische Fantasie Othoniels spiegelt.“

Seine Werke werden auf zahlreichen international bedeutenden Ausstellungen in verschiedenen Ländern gezeigt. Unter anderem 1994 auf der Ausstellung „Féminin/Masculin“ im Centre Georges Pompidou in Paris. 2012 fand eine umfangreiche Retrospektive im Brooklyn Museum statt.
Othoniel war 1996 Artist in Residence in der Villa Medici in Rom und 2011 im Isabella Stewart Gardner Museum in Boston.